# Jean de Paris (Boieldieu)
Pour les articles homonymes, voir Jean de Paris.
Jean de Paris est un opéra-comique en deux actes du compositeur français François-Adrien Boieldieu et du librettiste Claude Godard d'Aucourt de Saint-Just.

## Histoire
L'œuvre est créée le 4 avril 1812 au théâtre impérial de l'Opéra-Comique de Paris et y demeure au répertoire jusqu'en 1863. L'opéra est dédié au grand compositeur Grétry. Jean de Paris fut un grand succès pour Boieldieu, qui venait de rentrer à Paris avec cet opéra-comique après un séjour de sept ans en Russie.
Un an après la première, elle est montée dans différents États allemands et en Autriche dans diverses traduction sous le titre de Johann von Paris. Ignaz Franz Castelli en travaille la traduction pour le Theater am Kärntnertor (Vienne); Ignaz von Seyfried pour le Theater an der Wien et la traduction de Karl Alexander Herklots est présentée sur la scène de Berlin.
Cet opéra est si populaire que dès 1818 une nouvelle mise en musique de Francesco Morlacchi et sur un livret de Felice Romani est jouée à Milan. En 1831, Donizetti compose son Gianni di Parigi. En 1969, Ernst Gärtner, Arthur Scherle et Siegfried Köhler ont élaboré leur nouvelle version de Johann von Paris.

## Rôles
- La princesse de Navarre: soprano, Mlle Regnault
- Le grand sénéchal: baryton, M. Martin
- Jean de Paris: ténor, M. Elleviou
- Olivier: soprano (rôle en pantalon), Mme Gavaudan[2],[3],[4].
- Le maître d'auberge Pédrigo: basse, Marcel-Jean-Antoine Juillet, dit M. Juliet
- Lorezza, sa fille: mezzo-soprano, Mlle Alexandrine Saint-Aubin[5]
- Suite de la princesse, suite de Jean, filles et garçons d'auberge

## Argument
Une auberge dans le Royaume de Navarre au XVIIe siècle

### Premier acte – Place devant l'auberge (face à un décor de montagne sauvage)
La princesse de Navarre voyage vers Paris pour épouser le Dauphin. Au cœur des Pyrénées, une auberge est choisie pour que la princesse et sa suite puissent s'y reposer. Tout est prêt pour recevoir les hôtes  (refrain Allons, vite, allons; point de négligence, filles et garçons. Faites diligence, faisons diligence. Travaillez, travaillons, balayez, balayons). Déguisé et sous le nom de « Jean de Paris », le Dauphin part à la rencontre de sa fiancée et veut la trouver dans cette même auberge.
Olivier, le valet de Jean, arrive et demande le gîte et le couvert pour son maître (trio Salut à Monsieur l'aubergiste), mais Pédrigo lui rétorque qu'il n'a pas de logement libre. Arrive ensuite Jean de Paris (Allons, amis, que tout notre équipage en ce logis se repose un moment) qui insiste pour avoir certains privilèges comme pour cette suite annoncée plus tôt. Puis le grand sénéchal de la princesse apparaît et annonce son arrivée imminente (aria Qu'à mes ordres ici tout le monde se rende; c'est moi, grand sénéchal, moi qui parle et commande). Jean de Paris lui déclare qu'il veut inviter la princesse à déjeuner (quatuor : Jean de Paris, le grand sénéchal, Pédrigo, Lorezza Qui? Vous! Traiter la princesse). La princesse arrive à la taverne (aria Quel plaisir d'être en voyage, jamais l'œil n'est en repos). Elle est la seule à reconnaître son futur époux en Jean et veut contrer sa ruse par une autre. Elle accepte donc gentiment son invitation à déjeuner.

### Second acte – Place devant l'auberge (plus tard dans l'après-midi)
Jean déclare à Olivier qu'il espère plaire à la princesse (En brave et galant paladin, l'amour au cœur le fer en main (...) Tout à l'amour! Tout à l'honneur! D'un vrai Français, c'est la devise). La princesse arrive au village accueillie par le chœur (Du digne objet de cette fête, chantons les grâces, les appas). Elle est heureuse de l'accueil et fait parler Jean qui lui avoue être amoureux d'une personne hautement estimable. Après le repas, les deux jeunes fiancés s'assoient l'un à côté de l'autre. Olivier chante une romance (Le troubadour fier de son doux servage). Jean de Paris se joint après le premier couplet, la princesse après le second. Après ce chant, toutes les personnes présentes se rassemblent et chantent en chœur (Au son des castagnettes, dansez jeunes fillettes...). Jean se révèle alors comme Dauphin et fiancé et tout le monde se joint au chant de clôture (Honneur, honneur à son altesse! Faisons éclater nos transports; que du plaisir la douce ivresse préside à nos brillants accords.).